# Honduras Brytyjski na Letnich Igrzyskach Olimpijskich 1968
Honduras Brytyjski na Letnich Igrzyskach Olimpijskich 1968 reprezentowało 7 zawodników, byli to sami mężczyźni.

## Skład kadry

### Kolarstwo
- Kenneth Sutherland
  - Sprint - odpadł w 1 rundzie eliminacyjnej

- Denfield McNab
  - 4 km na dochodzenie - nie ukończył

### Lekkoatletyka
- Colin Thurton
  - Bieg na 200 m - odpadł w 1 rundzie eliminacyjnej

- Owen Meighan
  - Skok w dal - 34. miejsce

### Podnoszenie ciężarów
- Mario Mendoza
  - Kategoria od 60 do 67,5 kg - 19. miejsce

### Strzelectwo
- Robert Hulse
  - Karabinek sportowy leżąc 50 m - 63. miejsce

- Edward Anderson
  - Karabinek sportowy leżąc 50 m - 86. miejsce